# Bordkanone 5
A Bordkanone 5, vagy rövidítve BK 5 egy 50 mm-es gépágyú volt, melyet elsősorban a szövetségesek nehézbombázói ellen fejlesztettek ki a német Harmadik Birodalomban, kiemelten az amerikai légierő Boeing B–17 bombázója ellen. A nehéz, nagy kaliberű lövedékeknek nagy csőtorkolati sebessége volt, így pontosan lehetett a gépágyúval célozni még nagy távolságra is, ezzel lehetőség volt a bombázók védőfegyverzetének lőtávolságán kívül használni. A lövedékekben lévő nagy mennyiségű robbanóanyag akár egyetlen lövéssel is képes volt akármilyen bombázót megsemmisíteni.
A Rheinmetallt 1943-ban bízták meg a Panzer III közepes harckocsi 5 cm-es KwK 39 harckocsiágyújának repülőgép-fedélzeti változatának kifejlesztésével, melyet a kétmotoros Me 410 Hornisse rombolóba kívántak beépíteni. Az új fegyvert az Me 410 A–1/U4 alváltozatba építették be, illetve tesztelési céllal két Me 262 A–1a/U4 sugárhajtóműves vadászrepülőbe is beszerelték. Kísérleti jelleggel kis számú He 177 A–3 nehézbombázóba is beépítették a BK 5 gépágyút, melyeket 1942-43 telén a keleti fronton Sztálingrádnál használtak a légvédelmi ágyúk ellen. A BK 5 félkör alakú lőszertárába 21 darab lövedék került.
Megközelítőleg 300 darabot gyártottak a típusból, melyeknek csak csekély szerep jutott a világháborúban, főleg az Me 410 A–1/U4 repülőgépekbe szerelve. Ezeket a Zerstörergeschwader 26 (ZG 26) II. csoportja használta. Néhány példány a Junkers Ju 88 P–4 éjszakai vadászgépekbe is beépítésre került. Mivel nagy távolságra tüzeltek a gépágyúval, így ellátták teleszkópos irányzékkal is az Me 410 szabványos Revi C12C irányzéka mellett. A teleszkópos irányzékot azonban nagyon nehéz volt használni az ellenséges vadászgépek ellen, mivel azok sokkal gyorsabbak és fordulékonyabbak voltak, mint a bombázók, így nehéz volt őket bemérni, ezért a pilóták legtöbbször a hagyományos irányzékra hagyatkoztak.
Az Me 262 vadászgépbe építve a fegyvercső jóval túllógott a repülőgép orrán, ami miatt hajlamos volt beragadni, éjszaka tüzelve pedig a BK 5 torkolattüze ideiglenesen megvakíthatta a pilóták éjjellátóját.
A ZG 26 feljegyzései alapján az egység 1944 februárjától áprilisig a BK 5 gépágyúval felszerelt 53 Me 410 gépe összesen 129 darab B–17 Flying Fortress és 4 darab B–24 Liberator nehéz bombázót lőtt le 9 saját gép elvesztése mellett.

## Fordítás
Ez a szócikk részben vagy egészben  a   BK 5 cannon című angol Wikipédia-szócikk ezen változatának fordításán alapul.  Az eredeti cikk szerkesztőit annak laptörténete sorolja fel. Ez a jelzés csupán a megfogalmazás eredetét és a szerzői jogokat jelzi, nem szolgál a cikkben szereplő információk forrásmegjelöléseként.